# Божко Ігор Антонович
Ігор Антонович Божко́ (нар. 29 вересня 1937, Харків) — український художник, скульптор, письменник, композитор; член Спілки журналістів України з 1973 року, Національної асоціації митців України з 1993 року, Спілки художників України з 1994 року та художнього об'єднання «Мамай» з 1998 року. Представник шістидесятників та семидесятників.

## Біографія
Народився 29 вересня 1937 року в місті Харкові (нині Україна). Син скульптора Антона Божка. Упродовж 1953—1957 років навчався у Київському художньо-ремісницькому училищі поліграфістів № 18 за фахом фотограф репродукційної фотографії; у 1960—1966 роках — на живописно-викладацькому відділенні Одеського художнього училища. Був учнем Олексія Лихоліта, Мойсея Муцельмахера, Георгія Павлюка.
Протягом 1967—1990 років працював в Одесі художником газети «Комсомольська іскра»; з 1992 року — завідувач художнього відділу та кореспондент газети «Юг», при якій створив галерею та творче об'єднання «Човен». Мешкає в Одесі в будинку на вулиці Космонавтів, № 13-А.

## Творчість

### Образотворче мистецтво
Працює в галузях монументального мистецтва, станкового живопису, графіки та скульптури. Серед робіт:
живопис
- «Зима» (1980);
- «Мелодії Ґріґа» (1980);
- «Осінь» (1981);
- «Чорне море» (1984);
- «Нескінченність–1» (1985);
- «Нескінченність–2» (1986);
- «Інтер'єр» (1990);
- «Свічка» (1990);
- «На краю міста» (1991);
- «Осіннє поле» (1995);
- «Початок весни» (1996);
- «Театральний мотив» (1997);

скульптура
- «Збирання врожаю» (1990);
- «Статика» (1990);
- «Зважений крок» (1990);
- «Мрії (Піґмаліон)» (1990);
- «Подорож пляшки» (1990);
- «Буквальне розуміння» (1990).

З 1966 року постійний учасник «квартирних» виставок художників-нонконформістів. Персональні виставки відбулися в Одесі у 1972, 1974, 1998—1999 роках.
Твори художника зберігаються в Національному художньому музеї України в Києві, в Хмельницькому художньому музеї, в художньому та літературному музеях Одеси та приватних колекціях.

### Літературна, музична і кінотворчість
- Автор книг «Кольори пам'яті» (1985), «Черга» (1996), «Бомж» (1997; усі — Одеса). У 1988 році став лауреатом премії журналу «Смена», за оповідання «Гармошка»[1].
- Пише музику для класичної гітари. 1999 року в Одесі вийшла його збірка «Музичний вернісаж».
- Художник-постановник кінофільмів «Полювання на пацюків» і «Мертві без поховання» (обидва — 1991, режисер Ігор Аспасян, Одеська кіностудія).
- Автор сценарію до фільму Кіри Муратової «Три історії» («Котельня № 6»; 1996). Знявся у кількох її фільмах, а також у кінофільмах «Морський вовк» (Керфут; 1990, режисер Ігор Аспасян), «Пустеля» (апостол Пилип; 1991, режисер Михайло Кац, усі — Одеська кіностудія).